# Плеханов, Андрей Вячеславович
Андрей Вячеславович Плеханов (род. 18 января 1965, Горький, Нижегородская область) — российский писатель-фантаст, сценарист, кинокритик, врач.

## Биография
Родился 18 января 1965 года в г. Горький (Нижегородская область). Образование высшее медицинское. С 1988 года работает врачом ультразвуковой диагностики в Областной больнице им. Н. А. Семашко Нижнего Новгорода и гордится этим. В июне 2000 года защитил кандидатскую диссертацию на тему: «Ультразвуковой динамический контроль в оценке результатов эндомаммопротезирования полиакриламидным гелем и имплантатами с пенополиуретановым покрытием».
Литературная деятельность началась в 1993 году, с романа «Бессмертный». Под названием «Бессмертный»-«Мятежник» роман был опубликован в самом конце 1998 г. в двух томах издательством «Центрполиграф».
Другая литературная деятельность: 5 статей, посвященных пластической хирургии молочной железы.

## Аудиокниги
1. Холст, свернутый в трубку

## Экранизации
1. Холст, 2010, (оператор Андрей Вишнев)

## Премии и награды
1999:
1. Аэлита, 1999 // Премия «Старт», Бессмертный (1998)

2001:
1. РосКон, 2001 // Роман, Сверхдержава (2000)
2. Бронзовая Улитка, 2001 // Крупная форма добавлен решением Оргкомитета, Сверхдержава (2000)
3. Интерпресскон, 2001 // Крупная форма (роман), Сверхдержава (2000)
4. Рваная грелка, весна 2001, Животный уровень (2005)

2002:
1. Бронзовая Улитка, 2002 // Малая форма добавлен решением Оргкомитета, 3D-Action в натуре (2001)
2. Интерпресскон, 2002 // Малая форма (рассказ), 3D-Action в натуре (2001)
3. Сигма-Ф, 2002 // Малая форма, рассказы и циклы рассказов, 3D-Action в натуре (2001)
4. Бронзовая Улитка, 2002 // Крупная форма добавлен решением Оргкомитета, Инквизитор (2000)
5. Интерпресскон, 2002 // Крупная форма (роман), Инквизитор (2000)

2003:
1. Сигма-Ф, 2003 // Средняя форма, повести, Душа Клауса Даффи (2002)
2. Бронзовая Улитка, 2003 // Средняя форма, Узоры для умных и тупых (2002)
3. Интерпресскон, 2003 // Средняя форма (повесть), Узоры для умных и тупых (2002)

2004:
Бронзовая Улитка, 2004 // Средняя форма, Адекватно униженная особь (2003)
1. Интерпресскон, 2004 // Средняя форма (повесть), Адекватно униженная особь (2003)
2. Сигма-Ф, 2004 // Средняя форма, повести, Адекватно униженная особь (2003)

2005:
1. Портал, 2005 // Средняя и малая форма, Левый глаз (2004)
2. Бронзовая Улитка, 2005 // Средняя форма, Левый глаз (2004)
3. Интерпресскон, 2005 // Средняя форма (повесть), Левый глаз (2004)
4. Бронзовая Улитка, 2005 // Средняя форма, Человек человеку — кот (2004)
5. Интерпресскон, 2005 // Средняя форма (повесть), Человек человеку — кот (2004)

2006:
1. Бронзовая Улитка, 2006 // Крупная форма, Граница джунглей (2005)
2. Интерпресскон, 2006 // Крупная форма (роман), Граница джунглей (2005)

2009:
1. Созвездие Аю-Даг, 2009 // Премия «Золотая цепь», Когти неба (2008)